# أم الخلول
أُمُّ الخُلُول وجمعها بنات الخلول (جمع قياسي) وهي نوع من فصيلة بنات الخلول (Arcidae). وهي من الرخويات ذوات المصراعين ، توجد في البحر الأبيض المتوسط والبحر الادريارتي (تتواجد من علامة المد الواطئ إلى عمق 60 متراً (200 قدماً)).

## التسمية
ام الخلول عن العالم فورسكال. معنى الاسم العلمي(arca noae) فلك أو سفينة النبي نوح (عليه السلام) ، قال فورسكال ان هذا النوع من الصدف يسمى ام الخلول في الإسكندرية وهي ام الجلول في النسخة المطبوعة وهو خطا مطبعي والكتاب نشر في اوربة بعد وفاة مؤلفة ونقلها العالم فريتاغ كما هي مطبوعة أي بالجيم والصواب بالخاء المنقوطة الفوقية أي ام الخلول وهذا الاسم مشهور في مصر(هذا الكلام للفريق امين معلوف).